# Erythrina schliebenii
Erythrina schliebenii är en ärtväxtart som beskrevs av Hermann August Theodor Harms. Erythrina schliebenii ingår i släktet Erythrina och familjen ärtväxter. Inga underarter finns listade i Catalogue of Life.
Arten är endast känd från två platser i Tanzania. Den växer i områden som ligger cirka 250 meter över havet. Erythrina schliebeni ingår i städsegröna skogar. Angränsande skogar domineras av träd från släktet Brachystegia.
Vid den första platsen etablerades en odling för cashewnötter. Den andra platsen är inget skyddsområde. IUCN listar arten som akut hotad (CR).

## Bildgalleri

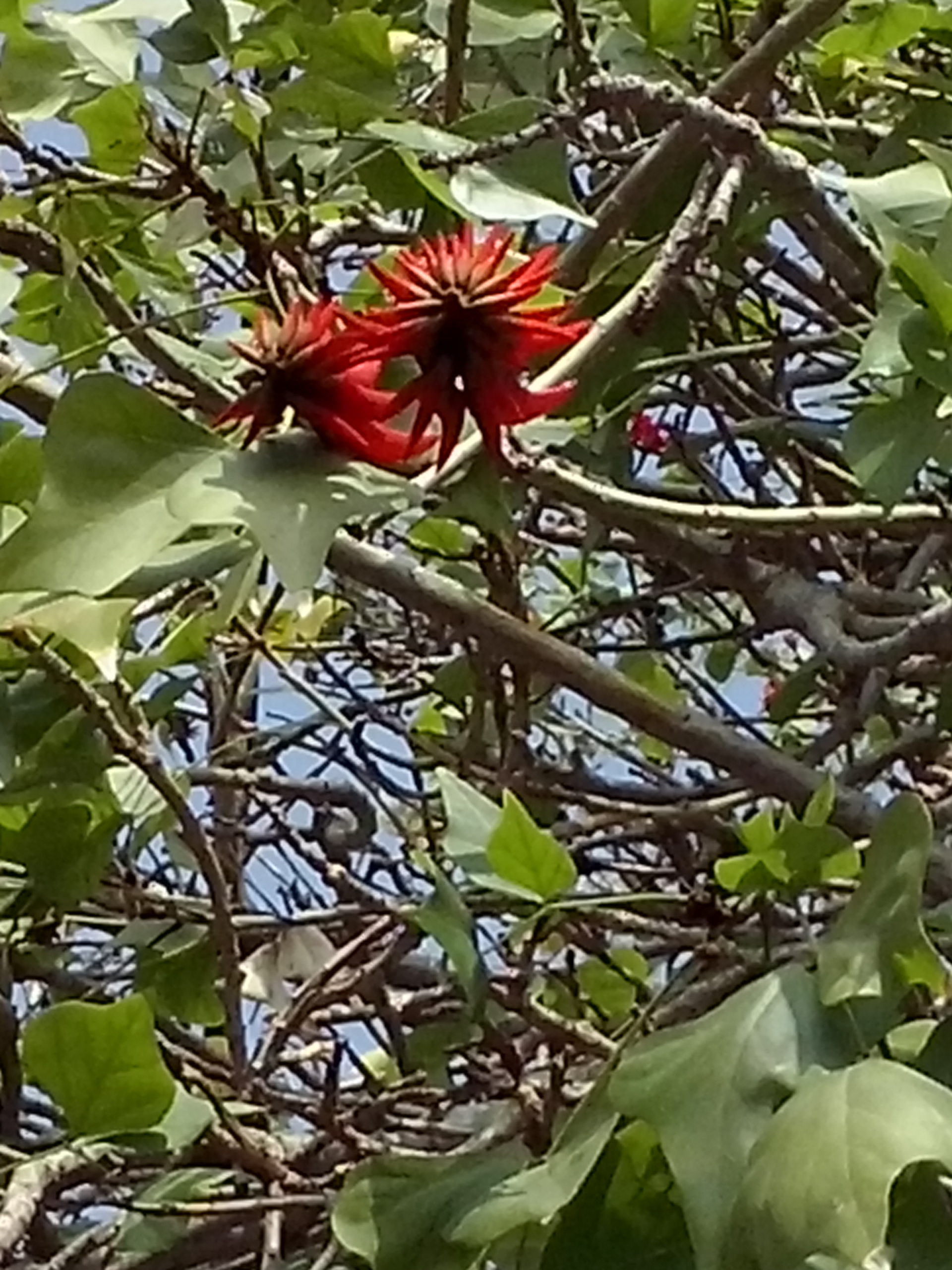
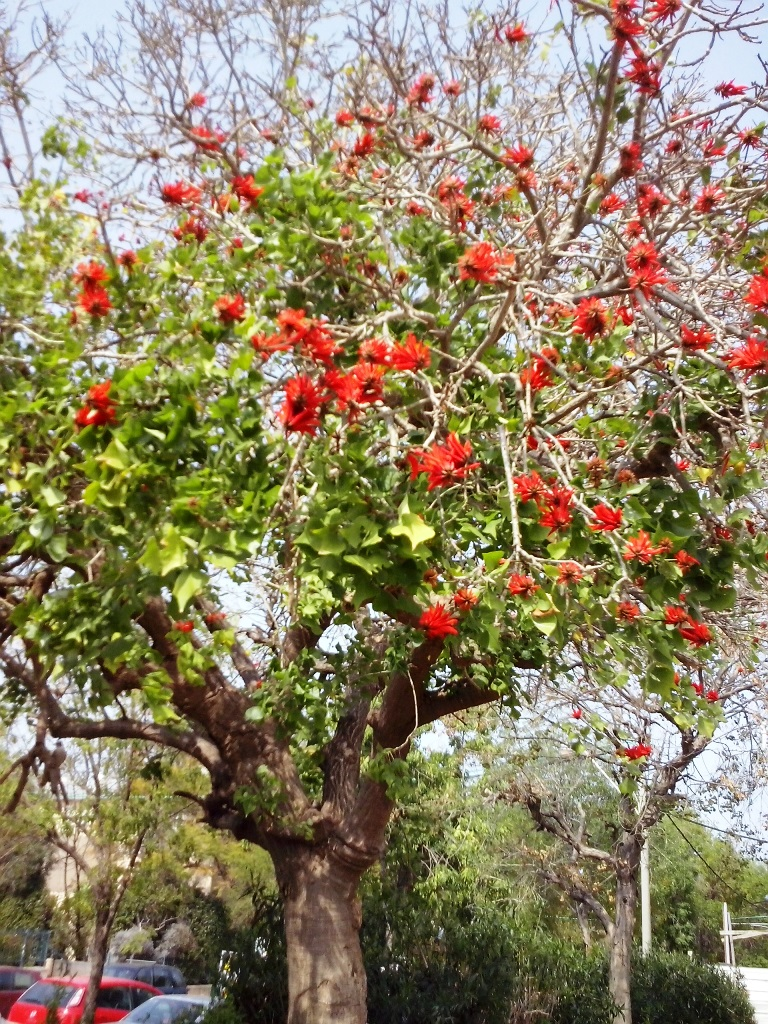
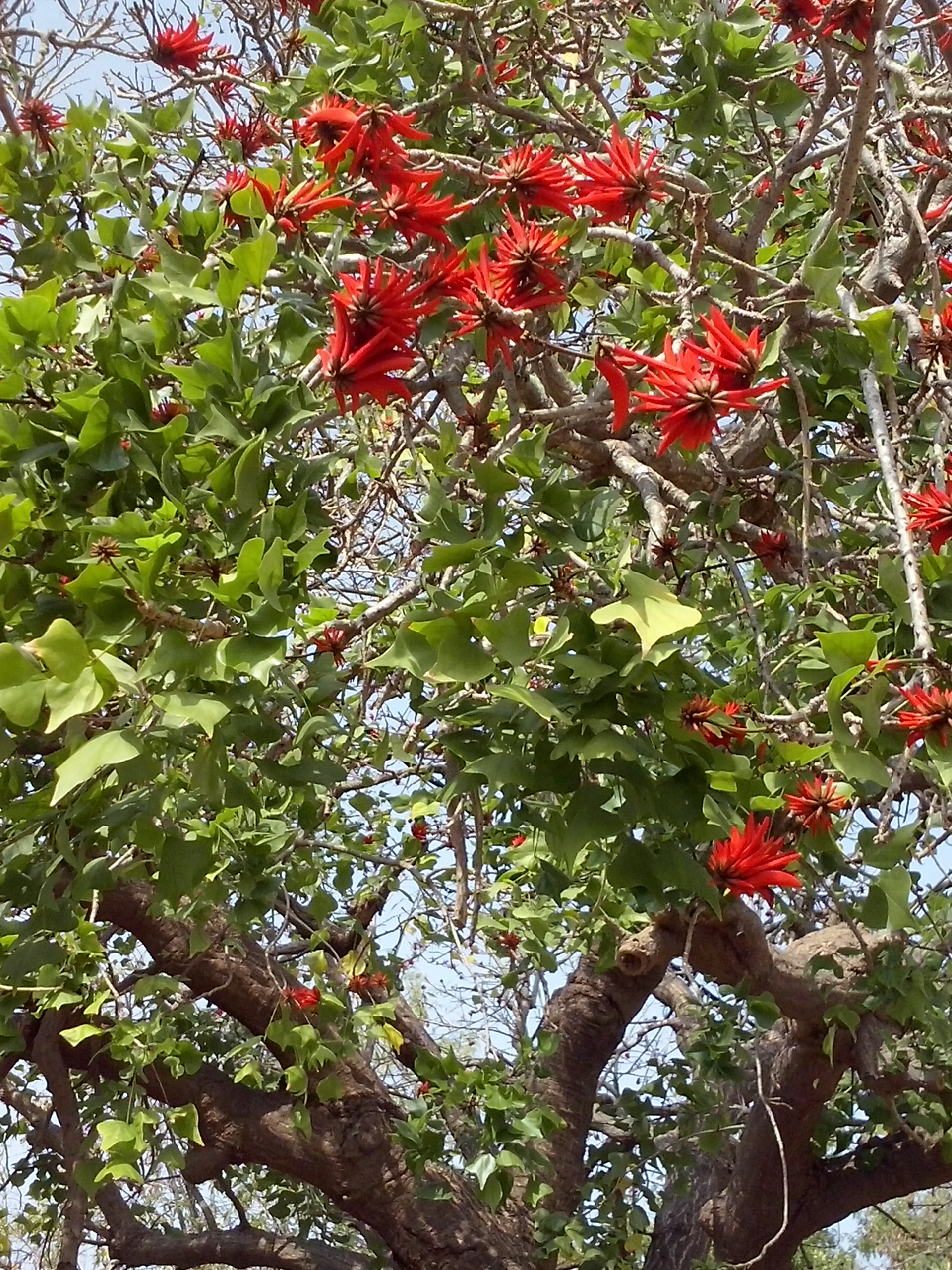
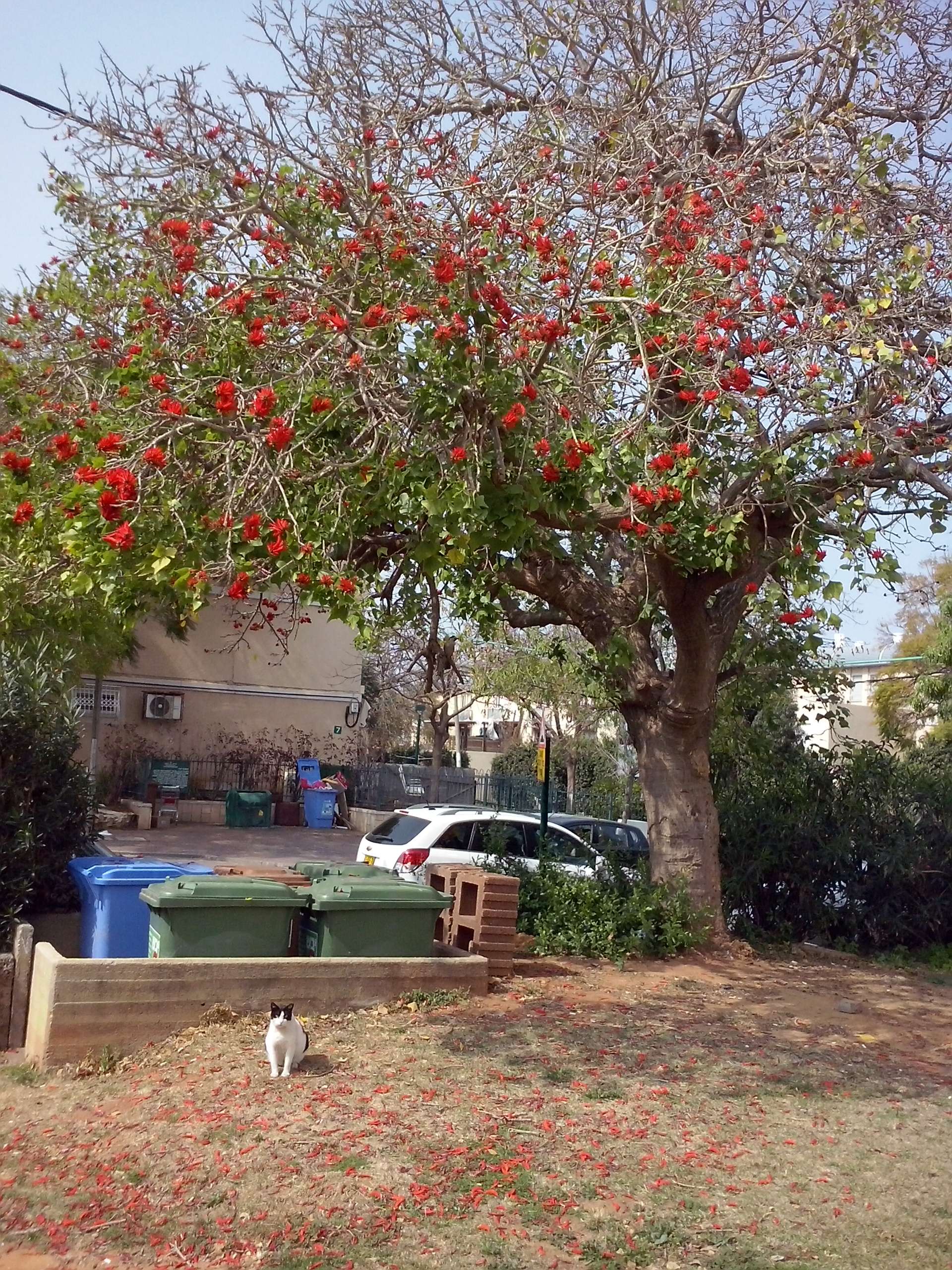